# コントロールアーム

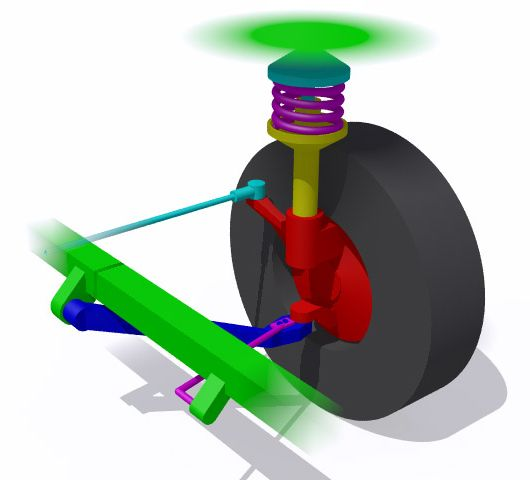
マクファーソン・ストラット式サスペンション。トラックコントロールアームは深青色で示されている。

自動車の懸架装置（サスペンション）において、コントロールアーム（英語: control arm）またはAアーム（A-arm）は、シャシと直立したサスペンションまたは車輪を支えるハブとの間の蝶番（ヒンジ）で連結されたサスペンションリンクである。
コントロールアームのインボード（船内、シャシ）端は単一のピボット、大抵はゴム製ブッシングによって取り付けられている。したがって、コントロールアームは単一の自由度のみでアウトボード（船外）端の位置を制御することができ、これによってインボードマウントからの動径距離が保たれる。意図的に自由に移動できるわけではないが、単一のブッシングはアームが前後移動を制御しない。この動きは別のリンクまたはラジアスロッドによって制約される。
これはウィッシュボーンと対照的である。ウィッシュボーンは三角形で、広く間隔を取った2つのインボード軸受（ベアリング）を持つ。これらはウィッシュボーンのアウトボード端の前後移動を制約する。これによって、追加のリンクの必要なしに、2つの自由度が制御される。
ほとんどのコントロールアームはサスペンションのロワー（下部）リンクを形づくる。アッパー（上側）リンクとしてコントロールアームを使用している設計もいくつかあるが、大抵は下側にはウィッシュボーンが使われる。そして、追加のラジアスロッドがアッパーアームに取り付けられる。

## マクファーソン・ストラット
コントロールアームは前輪のマクファーソン・ストラット独立懸架の一部として一般的に見られる。ストラット式のコントロールアームは車両の軸に対して垂直であり、「トラックコントロールアーム」と呼ばれている。斜め方向の「ラジアスロッド」がストラットの前後移動を制約する。
マクファーソンの原設計では、スタビライザーもラジアスロッドとして作用した。この場合、縦方向の制御も行うために、スタビライザーがボールジョイントを介して取り付けられなければならない。ほとんどの現代的な設計（一般にマクファーソン・ストラットと呼ばれ続けている）では、ラジアスロッドとスタビライザーは今は分かれており、スタビライザーはスライドブッシュにマウントされる。

## ばねの取り付け

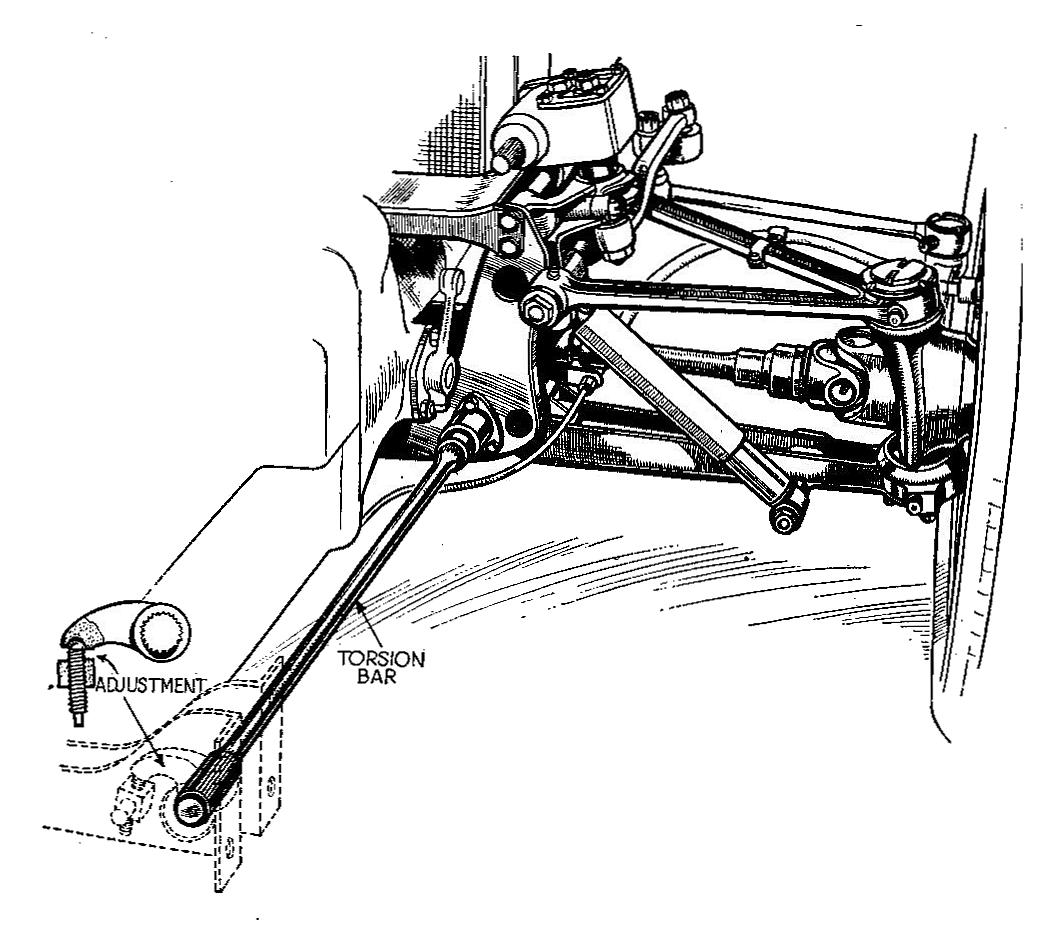
シトロエン・トラクシオン・アバンのトーションバー・サスペンション。トーションバーはロワーコントロールアームに取り付けられている。

コントロールアームはサスペンション荷重を支え、それらをばねまたはショックアブソーバーに伝達するために使われることがある。トーションバー・サスペンションがこれを一般的に行い、トーションバーのアウトボード端がコントロールアームのインボードベアリングに取り付けられている。